# یولیان دراکسلر
یولیان دراکسلر (به آلمانی: Julian Draxler؛ زادهٔ ۲۰ سپتامبر ۱۹۹۳) بازیکن فوتبال اهل آلمان است که برای الاهلی قطر بازی در لیگ ستارگان قطر  بازی می‌کند. دراکسلر به دلیل توانایی خود در استفاده از هر دو پا، سرعت و قدرت شوت‌زنی شناخته شده است.
او اولین بازی رسمی خود در بوندس‌لیگا را برای شالکه ۰۴ در سن ۱۷ سالگی در ژانویه ۲۰۱۱ انجام داد و در ماه مه همان سال اولین گل خود برای شالکه در فینال جام حذفی آلمان را به ثمر رساند. او در مجموع ۱۷۱ بازی رسمی برای شالکه انجام داد و ۳۰ گل به ثمر رساند و سپس در سال ۲۰۱۵ به وولفسبورگ رفت. در ژانویه ۲۰۱۷ به پاری سن-ژرمن پیوست.
او با بیش از ۵۰ بازی ملی از سال ۲۰۱۲، بخشی از تیم آلمان بود که در جام جهانی ۲۰۱۴ قهرمان شد، به نیمه‌نهایی جام ملت‌های اروپا ۲۰۱۶ رسید و کاپیتان تیمی بود که جام کنفدراسیون‌ها ۲۰۱۷ را برد. در جام کنفدراسیون‌ها، دراکسلر به عنوان بهترین بازیکن مسابقات جایزه توپ طلا را دریافت کرد.

## عملکرد باشگاهی

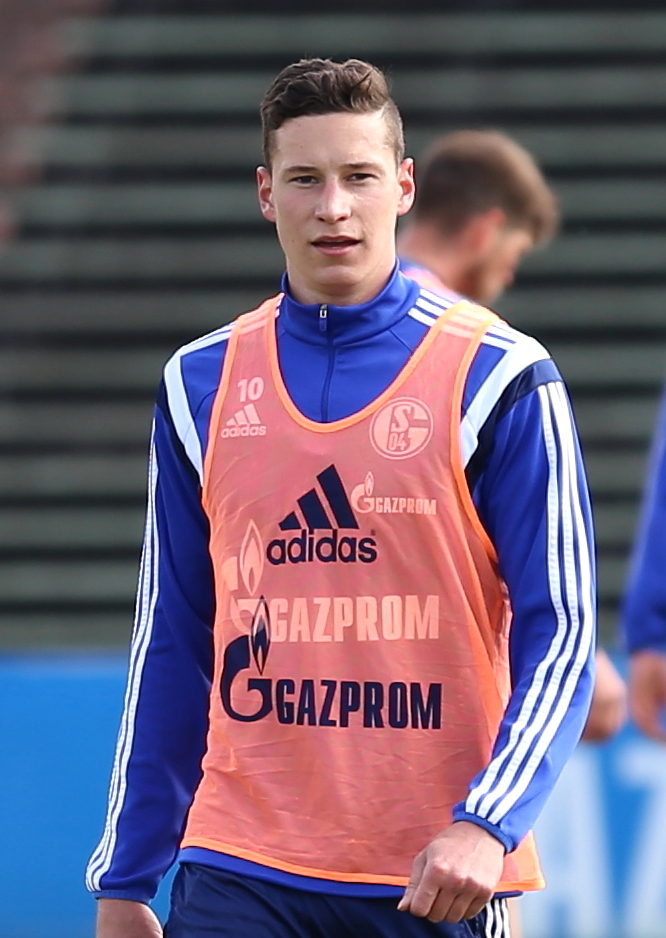
یولیان دراکسلر در 16 آوریل 2015

### شالکه ۰۴
دراکسلر اولین بازی خود در بوندس‌لیگا را در ۱۵ ژانویه ۲۰۱۱ در باخت ۰–۱ مقابل هامبورگ انجام داد. در آن زمان، او چهارمین بازیکن جوان تاریخ بوندس‌لیگا و جوانترین بازیکن تاریخ شالکه بود. یک هفته بعد، در برد ۱–۰ شالکه مقابل هانوفر ۹۶، او بعد از نوری شاهین به دومین بازیکن جوان زمین تبدیل شد که یک مسابقه بوندس‌لیگا را از ابتدا آغاز می کند.